# Maximilian Friedrich von Vittinghoff
Maximilian Friedrich Freiherr von Vittinghoff gen. von Schell (* 21. Februar 1779 in Münster; † 19. November 1835 in (Essen-)Rellinghausen) war ein preußischer Kammerherr und Major sowie Politiker.

## Leben und Wirken
Maximilian Friedrich Freiherr von Vittinghoff gen. von Schell war der Sohn des Rittergutsbesitzers und Erbdrosts des Fürstentums Essen Clemens August Vittinghoff (getauft 30. Oktober 1746 in Recklinghausen) und dessen Ehefrau Maria Sophie geborene Reichsgräfin von Merveldt-Westerwinkel (getauft 3. Oktober 1756 in Recklinghausen; † 29. Oktober 1821 in Düsseldorf). Er war katholisch und heiratete am 9. Juni 1803 Marie Elisabeth Auguste Antonia Gräfin von Spee Heltorf (* 14. Mai 1775 in Düsseldorf; † 22. August 1834 in Tischnowitz). Aus der Ehe ging der Sohn Friedrich von Vittinghoff gen. Schell zu Schellenberg (1810–1852) hervor, der ebenfalls Provinziallandtagsabgeordneter wurde.
Er war Guts- und Fideikommissbesitzer auf dem landtagsfähigen Gut Schellenberg. 1804 erwarb er das Haus Roland in Rath bei Düsseldorf. 1806 war er Kammerherr des Herzogtums Berg und Major der preußischen Landwehr. Im Auftrag von Joachim, Herzog von Cleve und Berg, unterzeichnete er die Rheinbundakte.
Als Nachfolger von Albert Friedrich Bach war er von 1811 bis 1813 Maire der Bürgermeisterei Steele. Nach der preußischen Besitzname erhielt das Amt die deutsche Bezeichnung Bürgermeister, der er noch bis 1822 war. In den Jahren 1812 und 1813 war er zudem Maire der Bürgermeisterei Altenessen und ab 1817 Bürgermeister der Bürgermeisterei Rellinghausen. Dabei war er auch Vorsitzender des Steeler Waisenhauses, der Fürstin-Franziska-Christine-Stiftung.
Bei der Erbhuldigung vor dem König in Aachen am 15. Mai 1815 war er Deputierter der Ritterschaft im Fürstentum Essen und im Veste Recklinghausen. Von 1826 bis 1828 war er Abgeordneter für den Stand der Ritterschaft in den Regierungsbezirken Aachen/Düsseldorf im Provinziallandtag der Rheinprovinz.
Maximilian Friedrich Freiherr von Vittinghoff gen. von Schell starb 1835 auf Schloss Schellenberg.